# Charles Sturm
Jacques Charles François Sturm (født 29. september 1803 i Genève, død 18. december 1855 i Paris) var en fransk matematiker. 
Allerede i en ung alder flyttede Sturm til Paris, hvor Arago, Ampère og Fourier tog sig af ham. Han arbejdede nogle år sammen med fysikeren Colladon, og de to venner vandt 1827 en af Académie des sciences udsat pris for en afhandling om væskers sammentrykning (offentliggjort i Mémoires des savants étrangers 1834). Akademiet prisbelønnede 1834 atter en afhandling af Sturm og optog ham 1836 som medlem. 1840 blev han lærer ved École polytechnique, og samme år afløste han Poisson som professor i mekanik ved Sorbonne. S. har i talrige ypperlige Afhandlinger i Gergonne’s Annaler, Bulletin des sciences, Liouville’s Journal, Comptes rendus o. a. St. behandlet Algebra, den matematiske Fysiks partielle Differentialligninger, Geometri, Mekanik, Optik m. m.; hans berømte Sætning fra Ligningers Teori findes i Bulletin des sciences (1829). Paa Grundlag af Optegnelser af S. selv og hans Tilhørere har E. Prouhet efter hans Død udgivet hans Forelæsninger ved École polytechnique som de fortrinlige, meget benyttede Lærebøger Cours d’analyse de l’école pol. (1857—59) og Cours de mécanique de l’école pol. (1861).